# Елховка (Грязовецкий район)
Елховка — деревня в Грязовецком районе Вологодской области на одноимённой реке.
Входит в состав Вохтожского муниципального образования, с точки зрения административно-территориального деления — в Вохтогский сельсовет.
Расстояние по автодороге до районного центра Грязовца — 67 км, до центра муниципального образования Вохтоги — 9 км. Ближайшие населённые пункты — Антипино, Ваганово, Черновка.
По переписи 2002 года население — 2 человека.